# Aidan Walsh
Aidan Walsh (28 de marzo de 1997) es un deportista irlandés que compite en boxeo. Participó en los Juegos Olímpicos de Tokio 2020, obteniendo una medalla de bronce en el peso wélter.

## Palmarés internacional
| Juegos Olímpicos | Juegos Olímpicos | Juegos Olímpicos  | Juegos Olímpicos |
| Año              | Lugar            | Medalla           | Categoría        |
| ---------------- | ---------------- | ----------------- | ---------------- |
| 2020             | Tokio (Japón)    | Medalla de bronce | 69 kg            |